# 6 Batalion Pontonowo-Mostowy
6 Warszawski samodzielny zmotoryzowany batalion pontonowo-mostowy – samodzielny pododdział wojsk inżynieryjnych ludowego Wojska Polskiego.

## Formowanie
Batalion został sformowany w miejscowości Lebiedin (okolice Sum) na podstawie rozkazu nr 004 dowódcy 1 Armii Polskiej w ZSRR z 3 kwietnia 1944 według sowieckiego etatu nr 012/81.
Batalion był formowany równolegle z 1 BSap i 7 szbsap. Był oddziałem wybitnie specjalistycznym, przeznaczonym do organizacji przepraw przez przeszkody wodne. Równolegle z formowaniem rozpoczęto szkolenie. Odczuwano brak kadry oficerskiej i podoficerskiej, żołnierzy specjalistów do obsługi etatowego sprzętu technicznego oraz kierowców (na 83 samochody przy formowaniu było 4 kierowców). Jednak szkolono specjalistów, na 25 maja było 112 kierowców. Kompanie pontonowe z posiadanego sprzętu mogły zmontować jeden z następujących mostów: 16-tonowy o długości 160 m, 30-tonowy o długości 106 m lub 60-tonowy o długości 6 m. Mogły również zbudować osiem promów 16-tonowych, pięć 13-tonowych albo dwa 60-tonowe. Potrzebne było 75 samochodów o nośności 3 t, żeby można było przewieźć cały park.
Struktura organizacyjna umożliwiała wykorzystanie batalionu w różnych sytuacjach:
1. jako „zwykłych” saperów do budowy ręcznej mostów przez niewielkie rzeki i kanały, budowy okopów i dróg oraz udziału w przeprawach szturmowych i budowy saperskich łodzi przeprawowych,
2. jako specjalistów do budowy drewnianych mostów, przy wykorzystaniu własnego transportu i sprzętu technicznego,
3. jako pionierów do udziału w przeprawach desantowo-promowych i budowy mostów pontonowych oraz zaopatrywania pododdziały w amunicję i materiały.

## Działania batalionu
W dniach 6-10 czerwca 1944 batalion transportem kolejowym został przewieziony do m. Jeziorna k/Kiwerc, a 21 czerwca 1944 rozkazem dowódcy 1 Armii został włączony w skład Armii. Na 20 lipca batalion liczył: 32 oficerów, 53 podoficerów, 326 szeregowców i 83 samochody. 24 lipca batalion przekroczył Bug i maszerował na Chełm, Lublin. W końcu lipca batalion został skierowany w rejon Dęblina i Puław, gdzie prowadził rozpoznanie inżynieryjne Wisły. Od 8 do 19 sierpnia w rejonie Holendrów zorganizował przeprawę i brał udział w budowie mostu pontonowego, a 20 września organizował przeprawę desantową w Warszawie w rejonie Saskiej Kępy. Zbudował również szereg mostów dla jednostek 1 Armii WP w okresie poprzedzającym operację warszawską. Na podstawie rozkazu Naczelnego Dowództwa Wojska Polskiego nr 50 z 10 października 1944, włączony formalnie w skład 3 Zmotoryzowanej Brygady Pontonowo-Mostowej. Czasowo podporządkowany nadal 1 Armii.
W połowie stycznia 1945 podczas zimowej ofensywy Armii Radzieckiej, 6 bpont-most. pozostawał w rejonie Węgrowa zgodnie z zarządzeniem szefa wojsk inżynieryjnych Frontu. 29 stycznia przeszedł do dyspozycji 2 Gwardyjskiej Armii Pancernej. Po otrzymaniu rozkazu, batalion rozpoczął przygotowania do wymarszu. Dowódca batalionu w meldunku z 1 lutego poinformował gen. Bordziłowskiego, że o 7.30 wyrusza do Gorzowa Wlkp. w składzie 2 i 3 kompania wraz z 2/3 parku N2P. Brakowało paliwa, więc nie był możliwy wyjazd całego składu batalionu. Na miejscu pozostała 1 kompania pontonowa, która miała wyruszyć za batalionem po otrzymaniu odpowiedniej ilości paliwa.
Na miejsce postoju batalionu w Mątwach przybył 30 stycznia o 20.00 pomocnik szefa wojsk saperskich 1 Armii WP mjr Kaulin. Przywiózł szyfrowany telegram zezwalający na pobranie potrzebnego paliwa ze składów Frontu w Kutnie. Tego samego dnia otrzymano rezolucję gen. Telegina o wydzieleniu batalionowi 10 ton paliwa potrzebnego do przemieszczenia się do Kutna. Niestety, paliwa batalion nie otrzymał, ponieważ składy przeniesiono do Wrześni. Tam okazało się, że rezolucja gen. Telegina uległa przedawnieniu. Dopiero 4 lutego zdołano uzyskać 3,7 ton paliwa w bazie Frontu i przetransportować je do Mątw, gdzie wcześniej dotarło 4 tony paliwa z Wesołej. Batalion mógł wyruszyć dopiero 3 lutego o 4.00 rano po zatankowaniu części paliwa. 4 lutego o 15.00 do szefa wojsk inżynieryjnych 2 Armii Pancernej Gwardii płk. Bielskiego udał się mjr Kofanow, który zameldował o przybyciu batalionu do Strzelec Kraj. i niemożności dalszego przemieszczania się do Gorzowa Wlkp. z powodu braku paliwa. Magazyny były puste.
5 lutego batalion przemieścił się do Gorzowa Wlkp., planowanego miejsca koncentracji. Następnie został skierowany do Przyłęgu, skąd grupa żołnierzy udała się do Oflagu II C Waldenberg w Dobiegniewie. Spotkano tam grupkę polskich oficerów z kampanii wrześniowej. Dowódca kompanii pontonowej ppor. Władysław Cieślak wyjaśnił, im sprawy związane z sytuacją na froncie i udziałem batalionu w wyzwoleniu kraju. Namawiał również oficerów do wstąpienia do LWP. Batalion otrzymał z pozostałych zapasów w magazynach obozowych sporo mąki, kaszy, mydła, papierosów i umundurowania. 7 lutego o 5.00 batalion otrzymał rozkaz nakazujący przegrupowanie do Ław (niemiecka nazwa Brügge), wsi położonej w odległości 30 km od Gorzowa Wlkp. Oczekiwano na rozkaz dalszego marszu ku Odrze. Szef wojsk saperskich 2 Armii Pancernej Gwardii w dniu 9 lutego pisemnym zarządzeniem nakazał wydzielić ze składu batalionu 20 samochodów na okres 15 dni.
Rankiem 16 lutego batalion w składzie trzech kompanii, bez parku przeprawowego wyruszył do nowego miejsca ześrodkowania znajdującego się na południowy wschód od Czelina z zadaniem przygotowania materiału do budowy dziesięciu przystani promowych na brzegu Odry. W tym samym dniu o 12.00 został wydany rozkaz, który nakazywał przerzucenie całego parku N2P w nowy rejon postoju. Z czterogodzinnym opóźnieniem manewr został wykonany. Mjr Kofanow w dniu następnym o 10.00 został wezwany do dowództwa 2 Armii. Otrzymał tam nowy rozkaz nakazujący przerzut całego batalionu wraz ze sprzętem do Ław. Do godz. 17.00 rozkaz został wykonany. Otrzymany o 21.00 rozkaz precyzował zadanie powrotu nad Odrę i wykonanie poprzednio wydanych rozkazów. Pozostałe zapasy paliwa zostały zużyte przez dwukrotny przejazd całego taboru samochodowego. Podczas nocnego przegrupowania, kolumna batalionu była atakowana przez lotnictwo nieprzyjacielskie. Podczas nalotów uszkodzone zostały cztery samochody ze sprzętem przeprawowym.
Batalion, po przybyciu w rejon Czelina, otrzymał rozkaz zbudowania mostu stałego przez Odrę (współdziałając z 4 Pułkiem Pontonowym) i zabezpieczenia przeprawy 12 Korpusu Gwardii. Saperzy przystąpili do budowy wyznaczonego odcinka 20 lutego. O 12.00 podczas zwiadów do wytyczenia lokalizacji mostu trzykrotnie został ranny szef sztabu batalionu kpt. Wasyl Wasylewicz. Przewieziony został do szpitala 2 Armii, a jego obowiązki przejął por. Konstanty Machlak. Szerokość przyczółka wzdłuż zachodniego brzegu rzeki wynosiła około trzy kilometry, a głębokość, zaledwie kilkaset metrów, więc budowa mostu okazała się niezmiernie trudnym zadaniem. Prace związane z wbijaniem pali zakończono do 22 lutego, a prowadzone były pod stałym ogniem nieprzyjacielskiej artylerii. Stosowano zadymianie chemiczne przy pomocy świec, maskując w ten sposób budowę mostu. Prace wykonywane były w nocy co zmniejszało tempo budowy. Batalion budował odcinek mostu na zachodnim brzegu od wału powodziowego do nurtu rzeki, a radzieccy saperzy budowali dalsze odcinki. Most budowany był ręcznie z drzewa, a jego budowa przebiegała w trudnych warunkach (niska temperatura, praca w lodowatej wodzie i ciągły ostrzał artyleryjski). Batalion budowę wyznaczonego 116-metrowego odcinka mostu zakończył w nocy 28 lutego. Podczas budowy wbito 217 pali, ułożono 31 kapturów, 350 belek i 1200 bali nawierzchni, a komisja odbioru z 1 Frontu Ukraińskiego bardzo wysoko oceniła pracę polskich saperów.
Batalion podczas ciężkich dni otrzymał telegram z informacją, że rozkazem Naczelnego Dowódcy Armii Czerwonej nr 11 z dnia 19 lutego 1945 otrzymał zaszczytną nazwę „Warszawski” za udział w walkach o stolicę Polski. W przeddzień ukończenia budowy mostu, nad Odrą ustawiono polski słup graniczny. Został wbity 27 lutego 1945 na wschodnim brzegu rzeki poniżej Czelina. Kilkumetrowej wysokości kloc drzewa został przygotowany w lesie koło Mieszkowic. Pomalowany został w biało-czerwone pasy i przybita została tablica z orłem piastowskim oraz kierunkowskazy z napisami „Warszawa – 474 km” i „Berlin – 64 km”. Do wbicia słupa wybrano sześć osób. Kilka dni później dla udokumentowania i upamiętnienia tej historycznej chwili jego inicjatorzy sporządzili dokument. Ppor. Władysław Cieślak napisał ten swoisty akt erekcyjny wymieniając w nim również nazwiska 10 poległych i 35 rannych żołnierzy podczas budowy mostu. Umieszczony w butelce dokument został zakopany przy ustawionym słupie granicznym. Grupa żołnierzy WOP w maju 1947 oczyszczając pas graniczny w okolicy Czelina znalazła kawałek granicznego słupa z przywiązaną do niego butelką ze wspomnianym dokumentem. Został on przekazany do Muzeum Wojska Polskiego w Warszawie.
Od pierwszych dni marca trwała walka o utrzymania mostu, ponieważ Niemcy codziennie go bombardowali. Podczas jednego z ataków uszkodzone zostały trzy przęsła odcinka mostu zbudowanego przez 6 bpont-most. Podczas naprawy pracowano pod mostem co chroniło żołnierzy od odłamków, które powodowały wiele zranień. Dowódca drużyny kpr. S. Olkiewicz został ranny w plecy dwunastoma odłamkami. Na wschodnim brzegu Odry niedaleko stanowiska dowodzenia śmiertelnie ranny został sierż. S. Majchrzak.
Batalion do 26 marca przebywał na przyczółku, a następnie został wycofany nad jezioro Morzycko koło Morynia. Z chwilą zakończenia operacji pomorskiej Naczelne Dowództwo Armii Czerwonej postanowiło przegrupować siły w celu stworzenia zgrupowania uderzeniowego. Objęło ono również 1 Armię WP, w skład, której miał powrócić 6 bpont-most. We wszystkich oddziałach i pododdziałach w myśl rozkazu nr 015 z 15 marca rozpoczęto intensywne szkolenie, które trwały po 10 godzin dziennie. Podczas szkolenia główną uwagę zwracano na zabezpieczenie forsowania przeszkód wodnych oraz budowę przepraw mostowych i promowych. 1 Armia WP miała zgodnie z zarządzeniem nr 01147 z 4 kwietnia przygotować maksymalną ilość łodzi typu SDŁ. Zadanie, to otrzymała 1 Brygada Saperów, 6 bpont-most oraz saperzy z 1 i 2 DP. Batalion został ześrodkowany koło Morynia w pobliżu pozostałości po niewielkim obozie pracy, a deski z rozbieranych baraków obozowych miały służyć jako materiał do budowy łodzi. Do miejsca postoju batalionu przybył na inspekcję w stopniu generała przedstawiciel radzieckiego dowództwa. Na meldunki polskich oficerów, że na miejscu są jedynie deski, a nie ma gwoździ i smoły, odpowiedział: „Ja wam nie mieszaju rabotat, wy mnie nie mieszajta”. Tak zakończyła się inspekcja, po, której „załatwiono” gwoździe i rozebrano część asfaltowej szosy dla uzyskania smoły do uszczelniania łodzi.
Dalsze losy batalionu związane są z działaniami 1 Armii WP, ponieważ wrócił pod jej rozkazy 11 kwietnia. Pododdziały batalionu rozmieszczono w kilku rejonach. 1 i 3 kompania pontonowa wraz z plutonem technicznym rozlokowana została w tartaku około 1 km na północny zachód od Starych Łysogórek, a 2 kompana pontonowa we wsi Gozdowice. Podczas operacji berlińskiej, 1 Armia WP otrzymała zadanie sforsowania Odry na północ od Kostrzyna na odcinku most kolejowy (linia Siekierki-Wriezen), Gozdowice i nacierając sforsować następną przeszkodę wodną Starą Odrę. Przeprawę zabezpieczyć miały 7 Zmotoryzowany Batalion Saperski, 8 i 10 batalion z 1 BSap oraz 6 bpont-most.
16 kwietnia rozpoczęło się natarcie. Gdy zarysowało się powodzenie, podjęto decyzję budowy mostu pontonowego w Gozdowicach. 6 batalion rozpoczął o 14.00 demontaż 30-tonowego promu przewozowego i przerobienia go na cztery 16-tonowe człony mostowe. Do budowy użyto ponad dwa parki N2P będące na wyposażeniu batalionu, 9 bsap z 1 BSap i 31 bpont. Budowę mostu podzielono na trzy odcinki. 6 bpont-most. przypadł do budowy pierwszy odcinek o długości 86,3 m. O godz. 20.30 ukończono manewr przejścia z przepraw promowych na przeprawę mostową.
Podczas forsowania Odry 6 bpont-most brał udział w dwóch zasadniczych manewrach taktycznych wzdłuż rzeki: w przeniesieniu mostu pontonowego wodą i w głąb lądem z Odry na Starą Odrę. Najważniejszym celem strategicznym nacierających wojsk radzieckich i polskich w kwietniu 1945 był Berlin. 6 batalion po raz kolejny wszedł w podporządkowanie 2 Armii Pancernej Gwardii. Na szlaku działań jednostek gen. Bogdanowa zbudował kilka mostów przeprawowych dla radzieckich czołgów. Działając jako fizylierzy, atakiem na niemieckie pozycje w jednym z parków Berlina, żołnierze zakończyli swój udział w wojnie.
Po zakończeniu wojny batalion wycofano za Odrę. Około miesiąca przebywał w Górzycy, gdzie zorganizowano wypoczynek dla żołnierzy, a następnie odbyła się defilada całego stanu osobowego jednostki. Na uroczystość przybył gen. Bordziłowski. 6 batalion był trzykrotnie wyróżniany w rozkazach Naczelnego Dowództwa WP i kilkanaście razy w rozkazach dowódcy 1 Armii WP oraz radzieckiej 2 Armii Pancernej Gwardii za ofiarność i bohaterstwo.
28 maja 1945 Rada Najwyższa ZSRR odznaczyła Batalion Orderem Czerwonej Gwiazdy za „wzorowe wypełnianie zadań bojowych Naczelnego Dowództwa przy przerwaniu obrony Niemców i ofensywie na Berlin”.

Gen. Bordziłowski napisał w rok po zakończeniu działań wojennych: 

Saperzy polscy zawsze i wszędzie byli w pierwszych szeregach nacierających wojsk, łącząc miłość do ojczyzny, męstwo i odwagę z wielką znajomością swego zawodu. Saperzy pomagali naszym wojskom sforsować Wisłę, Odrę, Nysę, Sprewę, pomagali dojść do Berlina

## Struktura i obsada personalna batalionu
Etat 012/81

Dowództwo i sztab
- dowódcy batalionu[27]:

por. Bulda (15.04.1944 – 28.04.1944)
kpt. Bułkin (28.04.1944 – 09.05.1944)
mjr Aleksander Kofanow (09.05.1944 – do końca wojny)
- zastępcy dowódcy do spraw polityczno-wychowawczych[27]:

chor. Józef Knieja (11.05.1944 – 21.10.1944)
ppor. Kazimierz Sawicki (28.10.1944 do końca wojny)
- zastępca dowódcy do spraw liniowych – mjr Borys Bułkin[5]
- szef sztabu[27]:

chor. Michał Sztejn (15.04.1944 – 27.04.1944)
por. W. Jankiewicz (27.04.1944 – 29.05.1944)
kpt. Jerzy Kogan (10.05.1944 – 10.1944)
kpt. Borak (10.1944 – 06.11.1944)
kpt. Wasyl Wasylowicz (06.11.1944 – 09.02.1945)
por. Konstanty Machlak (19.02.1945 do końca wojny)
- pluton dowodzenia
- pluton przeciwlotniczych karabinów maszynowych
- 3 x kompania pontonowa – dowódca 1 kompanii kpt. Bazyli Kutnow; dowódca 3 kompanii por. Jakub Draniuk[7]
  - 3 x pluton pontonowy
- kompania mostowa – dowódca kompanii por. Aleksy Murakin[7]
- pluton techniczny
- kwatermistrzostwo (pluton zabezpieczenia)
  - drużyny : parkowa, transportowa, remontowa, gospodarcza,
  - punkt pomocy medycznej
  - warsztaty

Razem:
żołnierzy – 499 (oficerów – 34, podoficerów – 93, szeregowych – 352) plus szkoła podoficerska w składzie: 5 podoficerów i 29 elewów.
sprzęt:
- kutry holownicze typu BMK-70[2].
- park przeprawowy N2P – 1 kpl.
- samochody – 110 szt. w tym osob. – 1, specjalne – 76, ciężarowe – 30, furgony – 2, cysterny – 1.
- trak –1 szt.
- kafar – 1 szt.
- stacja nurków – 1 kpl.
- elektrownia AES – 1 szt.
- radiostacje – 2,
- traktor – 1,
- przyczepy – 1,
- kuchnie – 3.